# Klak
Klak er et gammelt lydord for fuglenes angstskrig.
Som tilnavn betyder det Tja, oldnordisk "klak" betyder (fugle)kvidren. Den oprindelige betydning af ordet var "(at) lyde" eller "smælde" (urgermansk "klakan"). Via betydningen "noget som brister med et smæld" kom klak til at betyde svag eller kraftløs; den betydning af "klak" kendes fx i svensk dialekt og genfindes i det beslægtede oldnordiske "kløkkr" som betyder "blød" og "eftergivende". 
Så et gæt kunne være blød eller eftergivende.
Beslægtet med at klynke.